# یولیا به خانه برمی‌گردد
یولیا به خانه برمی‌گردد (لهستانی: Julia wraca do domu) فیلمی درام به کارگردانی آگنیشکا هولاند است که در سال ۲۰۰۲ منتشر شد.

## گزیدهٔ بازیگران
- میراندا اُتو
- ویلیام فیکنر
- لوتر بلوتو
- یژی نوواک
- ماچئی اشتور
- ماریا سِـوِرین
- ویولتا کوواکوفسکا
- پشمیسواف سادوفسکی
- ماتیلدا پودفیلیپسکا
- کاتاژینا آنکودوویچ
- لخ ماتسکیه‌ویچ
- لخ دیبلیک
- ماریا پِـشِـک
- پیوتر رنکاویک
- رافائو مور